# 施塔茨附近诺伊多夫
施塔茨附近诺伊多夫是奥地利下奥地利州米斯特尔巴赫县的一个市镇。总面积40.13平方公里，总人口1390人，人口密度34.6人/平方公里（2005年）。